# Арсизе, Ги
Ги Арсизе (фр. Guy Arcizet; род. 23 июня 1939 года, Париж) — французский общественный деятель, врач. Великий мастер Великого востока Франции (2010—2012 гг.)

## Биография
Врач общей практики. Был экстерном Парижского госпиталя. С 1968 года по 2005 года работал в Баньоле, Сен-Сен-Дени.
Член Социалистической партии.

### Масонская деятельность
В масонстве с 1986 года.
Был председателем Конгресса лож Иль-де-Франс и советником ордена с 2005 по 2008 год.
31 августа 2010 года избран великим мастером Великого востока Франции. Избрание сосотялось на конвенте в Виши. Был избран во втором туре голосования 18 голосами против 17. Перизбиран на второй срок в 2011 году. 30 августа 2012 года покинул этот пост.

## Награды
- Кавалер ордена Почётного легиона (22 апреля 2011 года)[7].

## Взгляды и убеждения
- В 2011 году, во время пребывания в Ереване (Армения), заявил, что не верит в Бога[8].